# Хаммам аль-Наххасин
Хаммам ан-Наххасин (араб. حمام النحاسين‎, в переводе — «хаммам медников») — один из старейших и крупнейших общественных хаммамов в городе Алеппо, Сирия. Расположен в районе Старого города, в торговом квартале Аль-Мадина, к югу от Великой мечети Омейядов, рядом с Хан ан-Наххасин.

## История
Хаммам был основан в XII веке по инициативе Аиши бинт Салах ад-Дин аль-Аййуби — дочери султана Салах ад-Дина. В последующие столетия здание неоднократно перестраивалось и расширялось, особенно в эпоху мамлюков и османского владычества. Основная часть сохранившегося до настоящего времени здания относится к османскому периоду.
Название хаммама связано с расположенным поблизости рынком медников.

## Повреждения и реставрация
Во время боевых действий в Алеппо в 2012–2016 годах хаммам ан-Наххасин получил значительные повреждения. В 2021 году Генеральная дирекция древностей и музеев при поддержке местных властей начала восстановительные работы. Реконструкция завершилась в январе 2022 года. В ноябре 2022 года хаммам вновь открылся для посетителей.

## Архитектура и планировка
Хаммам традиционно разделён на три основные части:
- Внутреннее помещение — включает тёплые и горячие комнаты. В тёплых залах посетители отдыхают перед банными процедурами, в горячих — проходят паровые и водные процедуры.
- Центральная часть — предназначена для массажа после купания.
- Внешняя часть — самая просторная, с традиционными деревянными декорациями и мраморным полом. Здесь находится бассейн и зоны для отдыха.

Для женщин предусмотрен отдельный изолированный сектор под названием «Хаммам ас-Ситт».

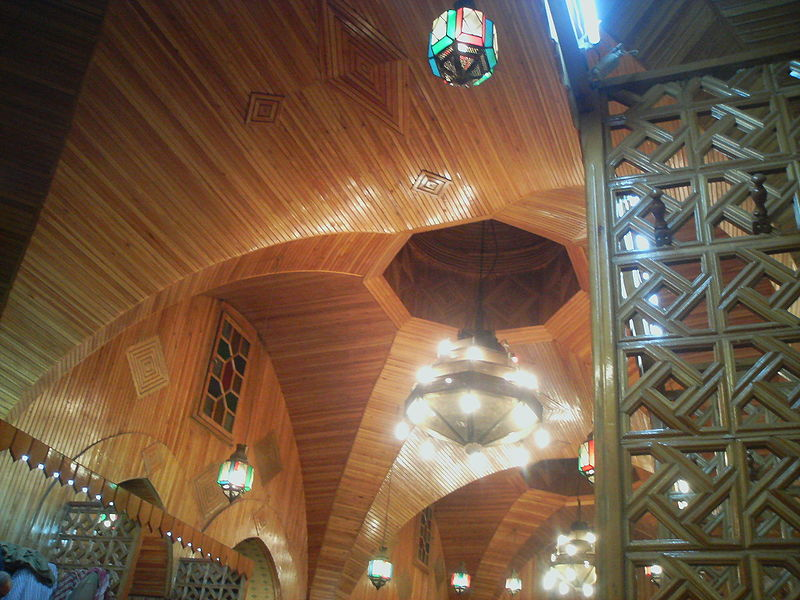
Интерьер хаммама ан-Наххасин